# Cayuga (Dakota Północna)
Cayuga – miasto w Stanach Zjednoczonych, w stanie Dakota Północna, w hrabstwie Sargent.